# Paroruza lateritia
Paroruza lateritia là một loài bướm đêm trong họ Noctuidae.